# آزادی رایگان نیست

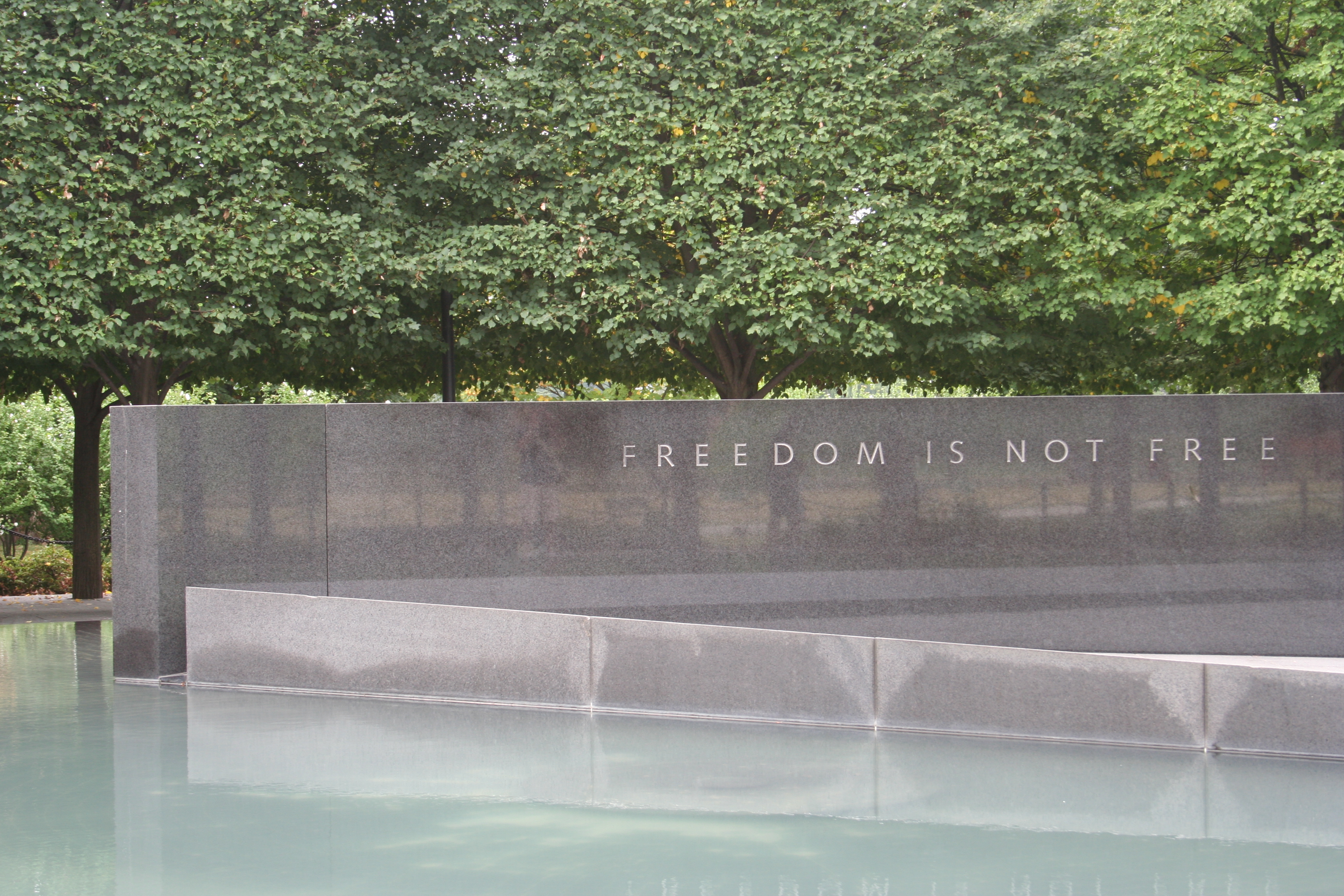
پیام "آزادی رایگان نیست" که روی یادبود جانبازان جنگ واشینگتن و کره حکاکی شده است.

"آزادی رایگان نیست"، یا "آزادی قرار نیست رایگان باشد" یک اصطلاح محبوب آمریکایی است، که به طور گسترده در ایالات متحده آمریکا برای نمایش قدردانی از نیروی نظامی که از آزادی مدنی دفاع کرده مورد استفاده قرار می‌گیرد. این اصطلاح به عنوان وسیلهٔ منبع زبان قابل استفاده است.

## تاریخچه
«آزادی رایگان نیست» اولین بار توسط یک سرهنگ موسسهٔ نظامی نیومکزیکو به نام کت هیچکاک، مورد استفاده قرار گرفت. این اصطلاح بیان‌گر قدردانی از خدمات اعضای ارتش بود، که به طور ضمنی بیان می‌کرد که آزادی سیاسی که خیلی از شهروندان در نظام‌های مردم سالار از آن بهره‌مند هستند تنها از طریق ریسک‌ها و قربانی‌هایی که اعضای ارتش داده‌اند، ممکن است. این عبارت برای انتقال احترام، مخصوصاً به کسانی که جانشان را در دفاع از آزادی فدا کردند، استفاده می‌شود.
«آزادی رایگان نیست» روی یک دیوار در یادبود جانبازان جنگ واشینگتن و کره در شهر واشینگتن، دی.سی. حکاکی شده است. یک چشمه در روبروی این یادبود وجود دارد.

## در فرهنگ عامه
- آهنگ «آزادی رایگان نیست» توسط پاول کلول در ۱۹۶۵ بخشی از گزارش بالا با مردم را ایجاد کرد.[۱]
- آهنگ "آزادی قرار نیست رایگان به دست آید" توسط یک خوانندهٔ موسیقی کانتری، کریس لدوکس در ۱۹۸۱ نوشته شده و توسط گروه ضبط‌های آزادی در آلبوم قهرمانان گاوچران قدیمی منتشر شده.
- اینگوی مالمستین آهنگی با نام "آزادی رایگان نیست" در آلبوم سال ۲۰۰۲ خود با نام حمله!! دارد.
- آهنگ هزلی با عنوان "آزادی رایگان نیست" توسط تری پارکر برای یک فیلم سال ۲۰۰۴ با نام تیم آمریکا: پلیس جهان نوشته شده.
- اولین آهنگ تک در پارای لوپه فیاسکو
- غذا و مشروب دو: آلبوم رپ عالی شماره یک (۲۰۱۲)، "اطراف مسیر من (آزادی رایگان نیست)" نامگذاری شده است.
- "ممنون از شما", آهنگی از ایندیا. آرای در آلبومش با نام Songversation در جایی که می‌گوید "اوه می‌بینی؟ همهٔ این آزادی رایگان نیست." به این اصطلاح اشاره دارد.
- در آهنگ ذهن ماشینی فشردن دندانهای مشت مخالفت، از آلبوم لکه‌های سیاه در جایی می‌گوید "آن‌ها می‌گویند که آزادی رایگان نیست. رسیدن به این آزادی با زندگی فرزندان و خانواده‌ها پرداخت می‌شود."